# 샌디 고어
샌디 고어(Sandy Gore, 1950년 6월 28일 ~ )는 오스트레일리아의 배우이다.
시드니에서 태어났다.

## 영화
- 나우 애드 허니 (2015년)
- 오스트레일리아 (2008년)
- 다크러브스토리 (2006년)
- 파스케이프 (1999년)
- 나 홀로 PC (1997년)
- 뉴리웨드 (1993년)
- 로렌조 오일 (1992년)
- 랭글러 (1989년)
- 억세스 코드 (1984년)
- 프리즈너 (1979년) - 케이 화이트 역
- 더 에이비씨 오브 러브 앤드 섹스: 오스트레일리아 스타일 (1978년)